# Guvernul Petru Groza (1)
Guvernul Petru Groza (1) a fost un consiliu de miniștri care a guvernat România în perioada 6 martie 1945 - 30 noiembrie 1946.

## Componența
- Președintele Consiliului de Miniștri

Petru Groza (6 martie 1945 - 30 noiembrie 1946)
- Vicepreședintele Consiliului de Miniștri și ministrul Afacerilor Străine

Gheorghe Tătărăscu (6 martie 1945 - 30 noiembrie 1946), Frontul Plugarilor
- Ministrul de interne

Teohari Georgescu (6 martie 1945 - 30 noiembrie 1946), Partidul Comunist din România
- Ministrul de externe

Gheorghe Tătărăscu (6 martie 1945 - 30 noiembrie 1946), Partidul Național Liberal-Tătărăscu
- Ministrul justiției

Lucrețiu Pătrășcanu (6 martie 1945 - 30 noiembrie 1946), Partidul Comunist din România
- Ministrul de război

General Constantin Vasiliu-Rășcanu (6 martie 1945 - 30 noiembrie 1946), neafiliat
- Ministrul finanțelor

Dumitru Alimănișteanu (6 martie - 11 aprilie 1945), Partidul Național Liberal-Tătărăscu
Mircea Duma (11 aprilie - 23 august 1945), Partidul Comunist din România
Alexandru Alexandrini (23 august 1945 - 30 noiembrie 1946), Partidul Național Liberal-Tătărăscu
- Ministrul agriculturii și domeniilor

Romulus Zăroni (6 martie 1945 - 30 noiembrie 1946), Frontul Plugarilor
- Ministrul industriei și comerțului

Petre Bejan (6 martie 1945 - 30 noiembrie 1946), Partidul Național Liberal-Tătărăscu
- Ministrul minelor și petrolului

Theodor D. Ionescu (6 martie 1945 - 30 noiembrie 1946), Partidul Comunist din România
- Ministrul comunicațiilor și lucrărilor publice

Gheorghe Gheorghiu-Dej (6 martie 1945 - 30 noiembrie 1946), Partidul Comunist din România
- Ministrul cooperației

Anton Alexandrescu (6 martie 1945 - 30 noiembrie 1946), Partidul Național Țărănesc - Anton Alexandrescu
- Ministrul muncii

Lotar Rădăceanu (6 martie 1945 - 30 noiembrie 1946), Partidul Social Democrat Român
- Ministrul asistenței și asigurărilor sociale

Gheorghe Nicolau (6 martie 1945 - 30 noiembrie 1946), Uniunea Generala a Sindicatelor din Romania
- Ministrul sănătății

Dumitru Bagdasar (6 martie 1945 - 24 aprilie 1946), Partidul Național Popular
ad-int. Petre Constantinescu-Iași (24 aprilie - 30 noiembrie 1946), Partidul Comunist din România
- Ministrul educației naționale

Ștefan Voitec (6 martie 1945 - 30 noiembrie 1946), Partidul Social Democrat Român
- Ministrul propagandei (din 5 martie 1946, Ministrul informației)

Petre Constantinescu-Iași (6 martie 1945 - 30 noiembrie 1946), Partidul Comunist din România
- Ministrul cultelor

Preot Constantin Burducea (6 martie 1945 - 30 noiembrie 1946), Uniunea Preoților Democrați Români 
- Ministrul artelor

Mihail Ralea (6 martie 1945 - 19 august 1946), Frontul Plugarilor
Octav Livezeanu (19 august - 30 noiembrie 1946), Frontul Plugarilor
- Ministru secretar de stat

Emil Hațieganu (7 ianuarie - 30 noiembrie 1946), Partidul Național-Țărănesc
- Ministru secretar de stat

Mihail Romniceanu (7 ianuarie - 30 noiembrie 1946), Partidul Național Liberal

## Sursa
- Stelian Neagoe - "Istoria guvernelor României de la începuturi - 1859 până în zilele noastre - 1995" (Ed. Machiavelli, București, 1995)
- Rompres Arhivat în 11 februarie 2007, la Wayback Machine.

| Precedat(ă) de: Guvernul Nicolae Rădescu | Guvernul Petru Groza (1) 6 martie 1945 - 30 noiembrie 1946 | Succedat(ă) de: Guvernul Petru Groza (2) |